# Acrotritia rustica
Acrotritia rustica är en kvalsterart som först beskrevs av Wojciech Niedbała 1991.  Acrotritia rustica ingår i släktet Acrotritia och familjen Euphthiracaridae. Inga underarter finns listade i Catalogue of Life.